# Walter P. Metzger
Walter Paul Metzger (* 1922 in New York City; † 25. Juli 2016) war ein US-amerikanischer Historiker an der Columbia University.
Metzger erwarb 1950 an der University of Iowa einen Ph.D. und begann kurze Zeit später seine Lehrtätigkeit an der Columbia University. Er beschäftigte sich vor allem mit der Geschichte der Vereinigten Staaten im 20. Jahrhundert und mit der akademischen Freiheit. Sein bekanntestes Werk ist The Development of Academic Freedom in the United States (1955), das er gemeinsam mit Richard Hofstadter schrieb. Metzger war lange Jahre in der wissenschaftlichen Führung der American Association of University Professors tätig, über deren eigene Geschichte er auch forschte.
1971 wurde Metzger in die American Academy of Arts and Sciences gewählt. 1990 erhielt er den Mark Van Doren Prize für Lehre an der Columbia University.